# Krople Hoffmanna
Krople Hoffmanna (Spiritus aethereus, anodyn Hoffmanna, anodynka, Liquor anodinis Hoffmanni) – mieszanina 1 części eteru i 3 części alkoholu. Podawano je (10—25 kropli na cukrze) przy omdleniach, napadach histerii.
Były tradycyjnie używane jako anodyna lub jako środek nasenny. Zastosowanie jako leku zostało wprowadzone przez  Friedricha Hoffmanna.